# Kapanga alta
Kapanga alta là một loài nhện trong họ Hahniidae.
Loài này thuộc chi Kapanga. Kapanga alta được Raymond Robert Forster miêu tả năm 1970.